# Zenon Celegrat
Zenon Celegrat (ur. 21 stycznia 1937 w Biskupicach) – zawodowy podoficer Wojska Polskiego, szpieg CIA.

## Życiorys
25 czerwca 1974, będąc podoficerem zawodowym (sierż. szt.) polskiego wywiadu wojskowego, został oddelegowany do służby jako radiooperator-radiotelegrafista w Międzynarodowej Komisji Nadzoru i Kontroli w Wietnamie. W marcu 1975 został zwerbowany przez CIA. Raporty wywiadowcze przesyłał do Stanów Zjednoczonych pod tajne adresy pocztowe.
Po powrocie do Polski 20 marca 1975 Celegrat kontynuował współpracę, przekazując Amerykanom mikrofilmy z informacjami dotyczącymi 69 Leszczyńskiego Pułku Artylerii Przeciwlotniczej, ujawniając polski system obrony przeciwlotniczej. W 1979, po wykryciu i udokumentowaniu szpiegostwa na rzecz USA przez SB, został skazany na 25 lat więzienia. W 1990 został zwolniony na mocy amnestii.
W 2014 wydał autobiograficzną książkę „Kruszenie odmieńca”. Jarosław Burchardt i Piotr Świątkowski opisali sprawę Zenona Celegrata w książce ''Szpieg, który wiedział za mało. Tajemnice kontrwywiadu PRL''.